# Kelly Fremon Craig
Kelly Fremon Craig, née en 1981 à Whittier, est une réalisatrice américaine.

## Biographie
Elle étudie à l'Université de Californie à Irvine

## Filmographie

### Réalisatrice
- 2016 : The Edge of Seventeen
- 2023 : Dieu, tu es là ? C'est moi, Margaret.

### Scénariste
- 2008 : Streak de Demi Moore (court métrage)
- 2009 : Post Grad de Vicky Jenson
- 2016 : The Edge of Seventeen
- 2018 : Bumblebee
- 2020 : Scooby ! (Scoob!) de Tony Cervone
- 2023 : Dieu, tu es là ? C'est moi, Margaret.